# Boomerang (banda)
Boomerang fue una banda uruguaya formada en 2003, integrada por Gonzalo Zipitria, Nicolás Rodríguez y Luis Angelero. Sus canciones reflejan un estilo personal de composición que vincula rock y pop con pasajes de psicodélica y folk. Desde sus comienzos editaron cinco discos (cuatro de estudio y uno en vivo), un EP, un DVD y varios simples.La banda se separó en febrero de 2020.

## Discografía
| Año  | Título                      | Discográfica    | Notas  |
| ---- | --------------------------- | --------------- | ------ |
| 2003 | Boomerang                   | Independiente   | EP     |
| 2005 | Premiere                    | Koala Records   | CD     |
| 2009 | Complicado                  | Independiente   | CD     |
| 2012 | En vivo - Sala Zavala Muniz | Bizarro Records | CD+DVD |
| 2014 | Engañamundos                | Bizarro Records | CD     |
| 2018 | El encanto                  | Bizarro Records | CD     |